# Klasztor Bernardynów w Iwiu
Klasztor Bernardynów w Iwiu – dawny bernardyński klasztor w Iwiu, utworzony w 1631 przez wojewodę mścisławskiego Mikołaja Kiszkę przy istniejącym od XV w. kościele św. św. Piotra i Pawła. Zniszczony w czasie wojny polsko-rosyjskiej w 1656, odbudowany w 1760, istniał do 1858, gdy władze carskie zdecydowały o jego kasacji. Kościół klasztorny pozostawał czynny jako parafialny.

## Historia
Kościół św. św. Piotra i Pawła funkcjonował w Iwiu od XV stulecia. W 1631 Mikołaj Kiszka, wojewoda mścisławski, sprowadził do miasta bernardynów i ufundował na ich potrzeby wzniesione ok. 1633 budynki klasztorne przy tejże świątyni. Cały kompleks przetrwał do 1656, gdy w czasie wojny polsko-rosyjskiej został zniszczony. Bernardyni prowadzili w Iwiu, na terenie klasztoru, szkołę retoryki i bibliotekę teologiczną. W 1760 dokonano przebudowy zrujnowanych obiektów klasztornych w stylu późnego baroku, w XIX w. do bryły kościoła klasztornego dostawiono kaplicę. Klasztor zakończył działalność w 1858, skasowany przez władze carskie. Kościół pozostał czynny jako parafialny i nigdy nie był zamykany.

## Architektura
Kościół klasztorny zbudowany został na planie prostokąta, posiada trzy nawy. Fasada świątyni jest dwukondygnacyjna, obydwa poziomy rozdziela gzyms. O ile dolna kondygnacja zdobiona jest jedynie portalem wejściowym i pilastrami, o tyle w części górnej znajduje się bogaty parawanowy szczyt. Częścią elewacji są również dwie flankujące ją dwukondygnacyjne wieże. Wieże (nieobecne w starszym kościele, przed 1760) kryte są barokowymi hełmami i dekorowane wąskimi pilastrami oraz krzywolinijne gzymsy. Otwory okienne mają kształt półkolisty. Prezbiterium kościoła jest niższe od pozostałych części, zamknięte trójbocznie. Zarówno prezbiterium, jak i wszystkie nawy kryte są sklepieniami krzyżowymi. Kościół jest orientowany, od strony zachodniej znajduje się chór muzyczny. Pierwotnie znajdował się w nim drewniany ołtarz wykonany w 1621, także z fundacji Kiszki,
Dawne budynki klasztorne zachowały się jedynie częściowo, z pierwotnego czworoboku przetrwało skrzydło zachodnie i część wschodniego, dekorowane gzymsem i pilastrami. We wnętrzu budynku znajduje się siedemnastowieczny piec kaflowy.